# 峰岸花奈
峰岸 花奈（みねぎし かな、1999年7月18日 - ）は、日本の女優、元子役。劇団ひまわり所属。

## 出演

### 舞台
- 劇団民藝公演 海霧（2008年）千鶴（七歳の頃） 役
- 十二月大歌舞伎・野田版「鼠小僧」夜の部（2009年）長屋の子 役

### テレビドラマ
- 時々迷々「まねっこレミ」（2010年、NHK教育）はな 役
- ハガネの女（2010年、テレビ朝日）島袋愛彩 役
- 熱中時代（2011年、日本テレビ）飯村花奈 役

### バラエティ
- ピラメキーノ「ムシコンプ大図鑑」（2010年、テレビ東京）